# Swolgen
Swolgen è una località olandese situata nel comune di Horst aan de Maas, nella provincia del Limburgo.
Fino al 1969 apparteneva all'ex comune di Meerlo e dal 2010 a quello di Meerlo-Wanssum.